# Messerschmitt Me 410
Messerschmitt Me 410 – ciężki, dwusilnikowy, samolot myśliwski i szybki niemiecki bombowiec z okresu II wojny światowej, zbudowany na bazie nieudanego samolotu Messerschmitt Me 210. Ze względu na bardzo złą reputację projektu Me 210 przemianowany na Me 410.

## Historia
W 1937 roku powstały pierwsze projekty Messerschmitta Me 210, który miał zastąpić Messerschmitta Bf 110. Wiosną 1938 roku rozpisano kontrakt na taki samolot i przyznano jego realizację jednocześnie firmie Messerschmitt i Arado.
Projekt samolotu Messerschmitta bazował na Bf 110 i polegał na wymianie silników na mocniejsze oraz wzmocnieniu uzbrojenia. Płatowiec został zmodyfikowany, ale większość jego elementów składowych była identyczna jak w poprzedniej konstrukcji. Nowy samolot oznaczono jako Messerschmitt Me 210. Projekt firmy Arado zaowocował powstaniem całkowicie nowej konstrukcji Arado Ar 240.
Po pierwszych lotach testowych prototypowego Me 210 V1 postanowiono znacznie zmodyfikować konstrukcję ze względu na bardzo złe parametry lotne. Maszyna była zbyt niestabilna, aby mogła stanowić platformę dla uzbrojenia strzeleckiego, dlatego zrezygnowano z podwójnego usterzenia pionowego takiego jak w Bf 110 stosując w jego miejsce jeden duży statecznik pionowy.
Jeszcze przed ukończeniem testów dowództwo Luftwaffe zamówiło w połowie 1940 roku, 1000 samolotów typu Me 210A do testów w warunkach bojowych. W celu testowania nowych maszyn utworzono specjalną grupę lotniczą Erprobungsgruppe 210 (w skrócie ErG 210), która miała za zadanie opracowanie i rozwój taktyki walki tej maszyny jako samolotu myśliwsko-bombowego.
Produkcję seryjną Me 210 rozpoczęto wiosną 1941 roku w fabrykach w Augsburgu i Ratyzbonie, a pierwsze maszyny dostarczono w kwietniu tego roku.
Jednym z bardziej znaczących rozwiązań zastosowanych w Me 210, a później także Me 410 były zdalnie sterowane wieżyczki strzeleckie karabinów MG 131 kierowane przez drugiego członka załogi przy pomocy specjalnego celownika typu ReVi.
Z końcem 1941 roku zakończono również testy samolotu Me 210, który jednak nie spełniał pokładanych w nim nadziei i był nadal niestabilny w locie. Kolejne modyfikacje maszyny polegające na wydłużeniu kadłuba, zastosowaniu dodatkowych listew na krawędziach natarcia skrzydeł spowodowały znaczne poprawienie stabilności płatowca i w konsekwencji przemianowanie projektu na Me 410.
Samolot Me 410 wyposażono w nowe silniki Daimler-Benz DB603A w układzie odwróconego V o mocy startowej 1750 KM (1287 kW) i 1850 KM na pułapie operacyjnym. Zastosowanie nowych jednostek napędowych umożliwiło rozpędzenie maszyny do prędkości 628 km/h. Wzrosły też prędkość wznoszenia, maksymalny pułap i prędkość przelotowa do 580 km/h, pomimo wzrostu masy samolotu o 680 kg w stosunku do pierwowzoru. Samolot mógł unieść więcej uzbrojenia niż mieściło się w komorze bombowej, dlatego pod skrzydłami dodano cztery zaczepy na bomby 50 kg.
Messerschmitt Me 410 był maszyną jakiej oczekiwała Luftwaffe. W połowie 1943 roku rozpoczęto dostawy maszyn do jednostek. Był samolotem lubianym przez załogi ze względu na swe doskonałe własności lotne, chociaż uzbrojenie obronne było dość słabe i nie dawało przewagi ognia nad myśliwcami aliantów.
Nazwa Hornisse, miała charakter nieoficjalny i została wprowadzona przez prasę opisującą dokonania dywizjonu II/ZG 26 latającego na Me 410, a nazywanego Hornissengeschwader, czyli dywizjon szerszeni.
Samolot produkowano w wielu wersjach podstawowych i pochodnych, powstałych przez modyfikacje przy pomocy fabrycznych zestawów konwersyjnych Umrüst-Bausätze U1, U2, U3 i U4, oraz przeróbek polowych Rüstsätze R2, R3, R4 i R5. Fabryczne i polowe modyfikacje umożliwiały lepsze wykorzystanie samolotu do spełniania specyficznych zadań. Łącznie wybudowano do sierpnia 1944 roku 1160 maszyn wszystkich typów i odmian.

## Użycie bojowe

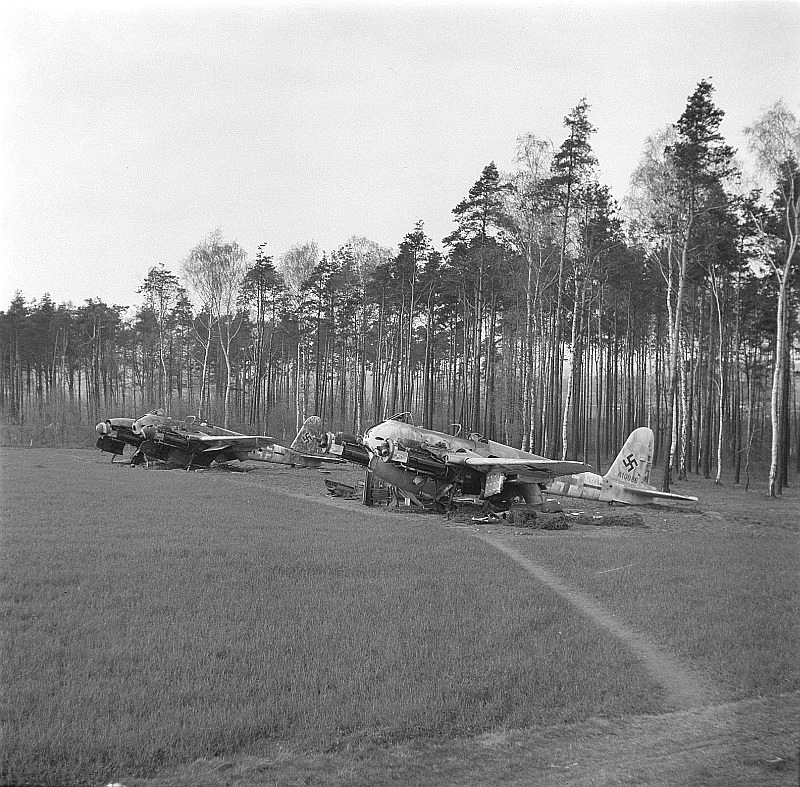
Dwa Messerschmitty Me 410 „Hornisse” zniszczone w 1945 roku

Samoloty Me 410 pełniły służbę na wielu frontach, poczynając od Europy północnej, przez front wschodni do działań na Morzu Śródziemnym. Wiele maszyn zbudowano jako samoloty rozpoznawcze ze względu na ich duży zasięg i doskonałe osiągi. Inną często używaną wersją był niszczyciel bombowców zbudowany na bazie ocalałych maszyn w połowie 1944 roku i mający na celu obronę Niemiec poprzez zwalczanie dziennych wypraw bombowych. W tej roli Me 410 były nadzwyczaj skuteczne, ale nie dorównywały o wiele zwrotniejszym myśliwcom eskorty takim jak P-47 Thunderbolt czy P-51 Mustang.

## Wersje samolotu Me 410
- Me 410 A-1 Schnellbomber – szybki bombowiec dostarczany do jednostek od stycznia 1943 roku. Uzbrojony w dwa działka MG 151/20 kalibru 20 mm i dwa karabiny maszynowe MG 17 kalibru 7,92 mm, oraz obsługiwane przez drugiego członka załogi dwa karabiny maszynowe MG 131 kalibru 13 mm zamontowane na zdalnie sterowanych wieżach strzeleckich na bokach kadłuba. Komora bombowa zlokalizowana pod kabiną pilota mogła pomieścić 1000 kg uzbrojenia, na które mogły się składać: 1 bomba SC-1000 lub SD-1000 o masie 1000 kg, 2 bomby SC-500 po 500 kg, lub 8 bomb SC-50 po 50 kg. Dodatkowo można było podwiesić na uchwytach pod skrzydłami 4 bomby SC-50. Celownik bombowy typu Stuvi 5B umożliwiał zrzucanie bomb z lotu nurkowego.
  - Me 410 A-1/U1 – fabryczny zestaw konwersyjny zmieniający Me 410 A-1 w samolot rozpoznawczy wyposażony w kamerę fotograficzną typu Rb 20/30, Rb 50/30 lub Rb 75/30 umieszczoną w centralnej części kadłuba.
  - Me 410 A-1/U2 – fabryczny zestaw konwersyjny zmieniający Me 410 A-1 w ciężki myśliwiec wyposażony w dodatkowe uzbrojenie strzeleckie, dwa działka MG 151/20 kalibru 20 mm z zapasem amunicji po 250 sztuk na działko, zamontowane na platformie Waffenbehalter umieszczonej w komorze bombowej.
  - Me 410 A-1/U4 – fabryczny zestaw konwersyjny zmieniający Me 410 A-1 w myśliwiec przechwytujący do niszczenia bombowców. Standardowe wyposażenie strzeleckie zamontowane na dziobie zamieniono na działko BK 5 kalibru 50 mm z zapasem 21 sztuk amunicji umieszczonej w cylindrycznym zasobniku. Naprowadzanie działka odbywało się przy pomocy celownika ZFR 4a.
- Me 410 A-2 Zerstörer – niszczyciel, ciężki myśliwiec konstrukcyjnie identyczny z Me 410 A-1, posiadający to samo uzbrojenie strzeleckie i możliwość przenoszenia uzbrojenia w komorze bombowej, ale pozbawiony celownika Stuvi 5B i uchwytów bomb pod skrzydłami. Dodatkowe uzbrojenie miały stanowić działka MK 103, ale ze względu na niegotowość opartego na tym działku zestawu uzbrojenia, żaden samolot w tej wersji nie został wyprodukowany.
- Me 410 A-3 Aufklärer – wersja rozpoznawcza powstała ze względu na małe możliwości zestawu konwersyjnego Me 410 A-1/U1. W celu zmieszczenia drugiej kamery fotograficznej usunięto dwa karabiny maszynowe MG 17 kalibru 7,92 mm z części dziobowej i zmodyfikowano linię dolnej części kadłuba. W miejsce komory bombowej zainstalowano 2 kamery Rb 20/30, Rb 50/30 lub Rb 75/30. Me 410 A-3 weszły do służby w ograniczonej liczbie egzemplarzy na początku 1944 roku i zasiliły jedną jednostkę na froncie zachodnim i dwie na wschodnim.
- Me 410 B-1 – standardowa wersja produkowana od kwietnia 1944 roku, następca Me 410 A wyposażony w nowe, mocniejsze silniki Daimler-Benz DB 603AA w układzie odwróconego V o mocy 1670 KM (1227 kW) każdy. W późniejszym okresie silniki wymieniano na mocniejsze (1900 KM) Daimler-Benz DB 603G[1]. Wymiary zewnętrzne nowej wersji były identyczne jak Me 410 A-1/U2. Masa własna nowego samolotu 7982 kg, a startowa 11237 kg. Prędkość maksymalna wzrosła do 630 km/h na pułapie 8100 m. Ze względu na identyczne wymiary i możliwości przenoszenia uzbrojenia Me 410 B-1 całkowicie zastąpił wersję A stając się podstawowym szybkim bombowcem.
- Me 410 B-2 – odpowiednik serii Me 410 A-2 Zerstörer, występował w wielu wariantach. Uzbrojenie strzeleckie stanowiły po 2 działka MK 103 i MG 151/20, oraz 4 karabiny maszynowe MG 131.
  - Me 410 B-2/U2 – fabryczny zestaw konwersyjny zmieniający Me 410 B-2 w myśliwiec wyposażony w dodatkowe uzbrojenie strzeleckie, dwa działka MG 151/20 kalibru 20 mm z zapasem amunicji po 250 sztuk na działko, zamontowane na platformie Waffenbehalter umieszczonej w komorze bombowej (taki sam zestaw jak dla Me 410 A-1/U2).
  - Me 410 B-2/U4 – fabryczny zestaw konwersyjny zmieniający Me 410 A-2 w myśliwiec przechwytujący do niszczenia bombowców. Uzbrojenie strzeleckie stanowiły dwa działka MK 151/20 kalibru 20 mm i jedno działko BK 5 kalibru 50 mm z zapasem 21 sztuk amunicji (zbudowano około 300 egzemplarzy myśliwca z tym wariantem uzbrojenia[2]).
    - Me 410 B-2 + R2 – polowa modyfikacja polegająca na dodaniu dwóch działek MK 108 kalibru 30 mm.
    - Me 410 B-2 + R3 – polowa modyfikacja polegająca na dodaniu dwóch działek MK 103 kalibru 30 mm.
    - Me 410 B-2 + R4 – polowa modyfikacja polegająca na dodaniu dwóch działek MG 151/20 kalibru 20 mm.
    - Me 410 B-2 + R5 – polowa modyfikacja polegająca na dodaniu czterech działek MG 151/20 kalibru 20 mm.
- Me 410 B-3 – samolot rozpoznawczy dalekiego zasięgu odpowiednik Me 410 A-3 i z takimi samymi przeróbkami kadłuba i komory bombowej.

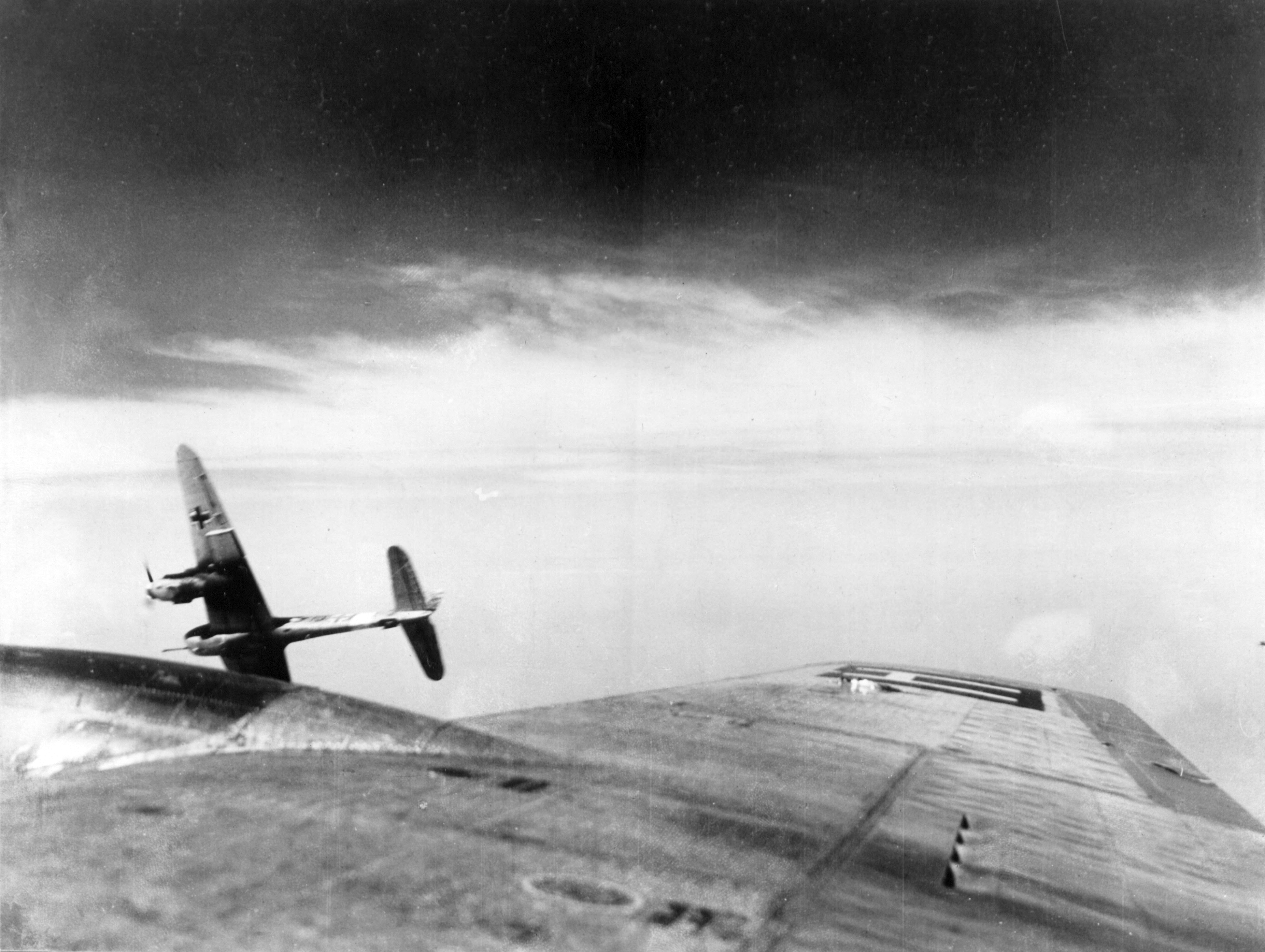
Me 410 Hornisse z działkiem BK 5

- Me 410 B-5 – zbudowana w niewielkiej liczbie egzemplarzy wersja eksperymentalna samolotu torpedowego. Modyfikacja objęła usunięcie karabinów maszynowych MG 17 i dodanie radaru do obserwacji celów nawodnych FuG 200 Hohentweil. Samolot został również przystosowany do przenoszenia jednej torpedy LT F5b o masie 900 kg, jednej torpedy LT5i o masie 760 kg, jednej bomby SC-1800 o masie 1800 kg lub dwóch bomb-torped BT-400 o masie 400 kg każda, albo sześciu bomb-torped BT-200 o masie 200 kg każda (dwie pod kadłubem i po dwie pod skrzydłami). Możliwe było również zamontowanie dodatkowego 700 litrowego zbiornika paliwa w miejsce stanowiska strzeleckiego, a ponieważ uzbrojenie było przenoszone na zewnątrz samolotu, drugiego zbiornika o pojemności 650 litrów w komorze bombowej.
- Me 410 B-6 – wersja ciężkiego myśliwca zoptymalizowana do potrzeb ochrony wybrzeża i atakowania celów nawodnych i łodzi podwodnych wyposażona w radar FuG 200 Hohentwiel i uzbrojenie strzeleckie składające się z dwóch działek MK 103 kalibru 30 mm, dwóch działek MG 151/20 kalibru 20 mm i dwóch karabinów maszynowych MG 131 kalibru 13 mm.
- Me 410 B-7 – wersja eksperymentalna zbudowana w małej liczbie egzemplarzy jako dzienny samolot myśliwsko-rozpoznawczy.
- Me 410 B-8 – kolejna wersja testowa zbudowana w kilku egzemplarzach, przystosowana do roli nocnego myśliwca i nocnego samolotu rozpoznawczego zdolna do przenoszenia flar oświetlających w komorze bombowej.
- Me 410 C – planowana na początku 1944 roku wersja o lepszych osiągach i udźwigu uzbrojenia, wyposażona opcjonalnie w radar do spełniania zadań myśliwca nocnego. Zaprojektowano dwa typy nowych skrzydeł o zwiększonej rozpiętości 18,25 i 20,45 m, przewidując także zastosowanie nowych jednostek napędowych Daimler-Benz DB 603JZ, Junkers Jumo 213E/JZ lub BMW 801TJ napędzających nowe czterołopatowe śmigła. Ze względu na bombardowania fabryk niemieckich zrezygnowano z kontynuowania tego projektu przed zbudowaniem prototypu.
- Me 410 D – planowana wersja mająca zastąpić Me 410 C. Napęd miały stanowić silniki Daimler-Benz DB 603JZ, a kadłub miał zostać przeprojektowany w celu zmniejszenia oporów i poprawienia widoczności z kabiny pilota. Ponadto zarówno skrzydła, jak i kadłub miały zostać pokryte drewnem ze względu na deficyt stopów metali lekkich. Projekt porzucono ze względu na problemy z wytrzymałością części drewnianych.
- Me 410 H – wersja przejściowa mająca zastąpić Me 410 D, identyczna z Me 410 B-2. Różnice polegały na zwiększeniu rozpiętości skrzydeł do 23 metrów.